# Given to the Wild
Given to the Wild è il terzo album della indie rock band The Maccabees. L'album è uscito il 6 gennaio 2012.

## Tracce
1. "Given to the Wild (Intro)" – 2:11
2. "Child" – 4:31
3. "Feel to Follow" – 3:29
4. "Ayla" – 3:47
5. "Glimmer" – 4:03
6. "Forever I've Known" – 5:21
7. "Heave" – 4:24
8. "Pelican" – 3:44
9. "Went Away" – 3:38
10. "Go" – 4:12
11. "Unknow" – 5:07
12. "Slowly One" – 4:17
13. "Grew up at Midnight" – 4:00